# أنطونيو كاباليرو
أنطونيو كاباليرو (بالإسبانية: Antonio Caballero)‏ (مواليد 24 يونيو 1967) هو ملاكم إسباني، مثّل بلاده في الألعاب الأولمبية الصيفية 1988.

## روابط خارجية
أنطونيو كاباليرو على موقع أوليمبيديا (الإنجليزية)